# فريدريك فرنك
فريدريك فرنك (بالهولندية: Frederick Franck)‏ هو رسام هولندي، ولد في 12 أبريل 1909 في ماستريخت في هولندا، وتوفي في 5 يونيو 2006 في وارويك ‏ في الولايات المتحدة.